# Geneviève Barrier Demnati
Pour les articles homonymes, voir Demnati.
Geneviève Barrier Demnati est une artiste peintre orientaliste française née le 4 janvier 1893 à Loches (Indre-et-Loire), morte le 14 mars 1964 à Taroudant (Maroc).

## Débuts
Geneviève Barrier Demnati a vécu tout d’abord à Poitiers où son père était directeur de l'École normale pendant 18 ans. Ses parents meurent en 1915 à 3 mois d'intervalles, laissant deux filles orphelines. Les deux sœurs vivront désormais à Paris. Geneviève devient l'élève de Simon Ménard et de Ernest Laurent, professeur à l'École des beaux-arts et membre du conseil des musées nationaux.

## Carrière de l'artiste
(juin 2025).
Si vous disposez d'ouvrages ou d'articles de référence ou si vous connaissez des sites web de qualité traitant du thème abordé ici, merci de compléter l'article en donnant les références utiles à sa vérifiabilité et en les liant à la section « Notes et références ».
En 1920, Geneviève Barrier obtient pour son portrait du député Gratien Candace présenté dans la section coloniale du Salon des artistes français, dont elle est sociétaire, un prix d'encouragement qui lui permet de faire son premier voyage dans le sud-oranais. 
En 1922 elle voyage dans la région de Meknès (Maroc), sous la protection du Général Poeymirau avec pour unique compagnon un coureur qui lui sert de guide. Elle loge pendant deux mois chez le Mouha ou Hammou Zayani.
De novembre 1924 à mars 1925, elle traverse le désert d'Afrique du Nord de Kairouan à Figuig, seule avec des chameliers, vêtue en notable arabe, elle parcourt ainsi des contrées souvent inaccessibles.
À son retour elle s'installe à Marrakech où elle travaille beaucoup. Elle rencontre son futur époux Lahoussine Demnati, sillonne avec lui le Haut Atlas et y exécute une série de pastels, et obtient en juin 1926 le Prix de Tunisie décerné au Salon des artistes français et le prix Karl Beulé décerné par l'Académie des Beaux Arts.
Geneviève Barrier reçoit aussi une bourse, celle de Tunisie, grâce à laquelle elle entreprend un second voyage d'octobre 1926 à avril 1927, plus long puisque cette fois elle pénètre même le Hoggar que hante la figure du père de Foucauld. Elle traverse ainsi à dos de chameau ou à cheval Nefta, Oued Souf, Touggourt, Ghardaïa, In Salah, Timimoun, et termine son voyage à Figuig. Ses pastels pris sur le vif et datés permettent de dater précisément ses voyages. À partir de ces ébauches, elle exécute ses temperas qu'elle expose dans de nombreuses expositions où elle remporte un franc succès, comme en témoignent les nombreuses coupures de presse de l'époque. 
En 1928 elle obtient à nouveau un prix au Salon des artistes coloniaux, le prix Bernheim de Villers. Les expositions s'enchaînent de 1928 à 1939, Marrakech, Casablanca, Paris, Bruxelles, Naples, Marseille, et ralentissent avec les temps de guerre qui n'épargnent pas le Maroc. 
Depuis 1929, Geneviève Barrier épouse Lahoussine Demnati, ils s'installent à Marrakech d'abord, puis en 1933 à Taroudant au dar Baroud, ancienne demeure du pacha Hida Ou Miss. En 1936 elle donne naissance à son fils Ottman. Elle continue sa peinture tout en s'adonnant à ses autres passions qui sont le jardinage, la marche et surtout la lecture. Elle note et souligne des textes entiers sur des fiches ou des carnets, sa lecture de Dans l'ombre chaude de l'Islam d'Isabelle Eberhardt en 1958 la replonge dans ses voyages et elle y retrouve tout le ressenti de son périple. Étrange similitude de destin que celui de ces deux femmes qui se sont élancées à vingt ans de distance à la rencontre du silence et, sur une même terre, ont rencontré des résonances identiques.
« Geneviève Demnati s’est consacrée au Sahara, elle en est devenue le peintre le plus consciencieux, le plus véridique, le plus fidèle, elle s’est gardée de l’outrer chromatiquement, de le déformer. Dans ces tableaux, la lumière est partout, aux artères vives des roches ou des murs, à l’orbe harmonieuse des grandes dunes, aux ombres même des tours et des marabouts, elle est souveraine, elle scintille, elle vous saute aux yeux… le résultat obtenu est admirable. Paul Barlattier »

## Chronologie de la vie du peintre
(mai 2011).
- 1920 : Première participation au Salon des artistes français avec deux portraits, se fait remarquer par la section coloniale avec le portrait de Gratien Candace[4]
- 1922 : Voyage au Maroc sous la protection du Général Poeymirau
- 1924 : Séjour à Marrakech et à Figuig
- 1924 - 1925 : octobre 1924 à mars 1925. Traverse le désert tunisien et algérien (Menzel Temime, Kairouan, Médenine, Nefta, Oued Souf, Touggourt, Ghardaïa) à dos de dromadaire accompagnée par des nomades.
- 1926 : Janvier 1926 : Rencontre Lahoussine Demnati à Marrakech. Ils parcourent ensemble le Haut Atlas (Aït Souka, Asni, Tagoundaft, Kasba Tadla, Figuig) et escaladent l’Erdouz (3 600 m.) Lui recherche des minerais. Elle dessine et peint. Plusieurs de ses pastels exécutés durant ce voyage lui valent le Prix de Tunisie
- 1926 : Salon des Artistes Français.
  - Prix de Tunisie décerné au Salon des Artistes Français (juin)
  - Prix Karl Beulé décerné par l’Académie des Beaux-arts (juin)
- 1926 : Novembre 1926, Tunis, Exposition au Magasin Général
- 1926 - 1927 :  Octobre 1926 à avril 1927. Elle parcourt à dos de dromadaire ou à cheval le sud tunisien, algérien et marocain. Le voyage, financé par la bourse de Tunisie, va de Kairouan à Figuig en passant par Nefta, Beni souf, Mzab, Ghardaïa, Timimoun — demeure du père de Foucauld — et In Salah.
- 1928 : Mars 1928. Marseille, Exposition à la Galerie Jouvène
- Mai 1928 : Salon des Artistes Coloniaux, Prix Bernheim de Villers
- 1929 : Mariage à Paris avec Lahoussine Demnati (3 janvier 1929). Installation à Marrakech
- 1931 : Publication de l’ouvrage Les Kasbahs de l’Atlas de Jacques Majorelle[5], Paris, Exposition Coloniale internationale ; commissaire, le général Hubert Lyautey.
- 1932 : Marrakech : Ve Salon Marrakechi ; Exposition collective avec Henri Pontoy, R. Pinatel, A. Tesslar, Si Mammeri, R. Martin...
- 1933 : Marrakech, Exposition personnelle dans les Salons de La Mamounia, Casablanca, Exposition personnelle à la Galerie Derche
  - Installation à Taroudant dans l’ancienne demeure du Pacha
- 1934 : Expositions collectives entre octobre 1934 et janvier 1935 au Château d’Anjou et à Naples en Italie
- 1935 : Exposition collective au Palais des Beaux-arts de Bruxelles organisée par la Société coloniale des artistes français et inauguré par le Président de la République et le Ministre des Colonies. Marrakech, Exposition personnelle dans les Salons de la Mamounia en mars.
  - Casablanca, Exposition personnelle Galerie Ohana (mars)
- 1935 : Avril, Casablanca, Salon des Peintres de l’Afrique du Nord organisé par Édouard Brindeau de Jarny et auxquels participent Jean Baldoui, Odette Bruneau, Jacques Majorelle, Jules-Henry Derche,Marcel Vicaire Louis Endrès, Henri Pontoy, Louis Riou, Mattéo Brondy, Walter Weiss, Marguerite Delorme, Azouaou Mammeri...  Paris, Pavillon Marsan, actuel Musée des Arts décoratifs, Exposition Artistique de l’Afrique Française. Musée de Rouen, Salon des Artistes Normands (octobre). Paris, Grand Palais, Salon d’outremer (novembre décembre)
- 1936 : Paris, Exposition personnelle Galerie Ecalle, Faubourg St Honoré (février). Naissance de son fils Ottman (septembre)
- 1939 Paris, nouvelle exposition à la Galerie Ecalle. Le Directeur des Beaux-arts lui transmet ses félicitations.
- 1942 : Casablanca ; Exposition personnelle Galerie Derche. Elle assiste, ce mois d’octobre 1942, au débarquement des troupes alliées au Maroc
- 1943 : Agadir, Exposition à l’Hôtel Marhaba
- 1944 : Rabat, Exposition à la Boutique d’Art (février). Casablanca, Exposition personnelle Galerie Derche (novembre)
- 1945 : Visite officielle du Sultan Sidi Mohamed à Taroudant. Il s’installe à Dar Baroud avec le prince héritier Moulay el Hassan qui l’accompagne (27 mars 1945)
  - Rabat Exposition avec Jean Baldoui et Fallweider
  - Rabat Exposition des Peintres d’Afrique du Nord avec Jean Baldoui, Marcel Vicaire... (décembre)
- 1946 : Casablanca, Galerie Derche, exposition collective avec Mathéo Brondy[réf. nécessaire], Garcia, Edy Legrand(mai)
  - Agadir, Exposition à Hôtel Marhaba (août)
- 1947 : Rabat, Exposition collective (février)
  - Agadir Exposition à l’Hôtel Marhaba (août)
  - Demnate, vacances où elle exécute une série de pastels de la région (juin)
- 1952 : Meknès, Exposition artistique de l’Afrique française.
- 1953 : Agadir, Salon de la Peinture (février)
- 1956 : Retour d’exil du Sultan Sidi Mohamed, Le Maroc accède à l’indépendance (2 mars 1956).
- 1960 : Décès de Lahoussine Demnati (15 septembre 1960)
- 1964 : Décès de Geneviève Demnati. La ville de Taroudant lui rend un hommage exceptionnel, toutes les activités s’arrêtent pour suivre son convoi mortuaire.

## Sources
Ouvrage
Malika Demnati El Mansouri, Geneviève Barrier Demnati, peintre orientaliste : XIXe – XXIe siècle : 1893-1964, Rabat, Editions Graphely, Maroc, 2010.()
Coupures de presse
- "Ève au Maroc", Ève, 5 juin 1926.
- Paul Barlatier, Le Sémaphore, 22 mars 1928.
- Dousta Darem, Le Sud marocain, 18 janvier 1933
- Charles de Bruchard, Le Petit Marocain, 2 février 1933.
- Le Mah Jong, L'Action marocaine, 4 février 1933.
- Jean Sermaye, "Mme Geneviève Demnati, Peintre du Sahara, expose à la galerie Ohanna", Le Petit Marocain, 29 mars 1935.
- Hary Mitchell, La Presse marocaine, 8 avril 1935.
- Robert Boutet, La Vigie marocaine, 30 mars 1935.
- Raymonde Machard, Journal de la femme, juillet 1935.
- L.Delan, Le Petit Marocain, octobre 1942.